# Tine Rustad Albertsen
Tine Rustad Albertsen, née Kristiansen le 12 février 1980 à Lørenskog, est une handballeuse internationale norvégienne.
En 2011, elle remporte la Ligue des champions avec son club de Larvik HK.

## Palmarès

### Sélection nationale
championnat d'Europe
- vainqueur du Championnat d'Europe 2008

### Club
compétitions internationales
- vainqueur de la Ligue des champions en 2011 (avec Larvik HK)
- vainqueur de la coupe d'Europe des vainqueurs de coupe en 2005 et 2008 (avec Larvik HK)

compétitions nationales
- championne de Norvège (11) en 2003, 2005, 2006, 2007, 2008, 2009, 2010, 2011, 2012, 2013, 2014 et 2015 (avec Larvik HK)
- vainqueur de la coupe de Norvège (12) : 2003, 2004, 2005, 2006, 2007, 2008, 2009, 2010, 2011, 2012, 2013, 2014 (avec Larvik HK)